# 2. Basketball-Bundesliga 1986/87
Die Saison 1986/1987 war die zwölfte Saison der 2. Basketball-Bundesliga.

## Modus
Es wurde in zwei Gruppen Nord und Süd mit je zehn Mannschaften gespielt. Nach einer Einfachrunde spielten die ersten fünf Mannschaften einer Staffel eine zweigleisige Aufstiegsrunde aus, deren Sieger in die Basketball-Bundesliga aufstieg. Die restlichen fünf Mannschaften spielten eine Abstiegsrunde in ihren Staffeln aus. Aus der Nordstaffel stiegen aufgrund der zugeordneten Regionalligen regulär zwei Mannschaften und aus der Südstaffel drei Mannschaften ab. Sowohl in die Aufstiegs- als auch Abstiegsrunde wurden alle Punkte der Hauptrunde mitgenommen.

## Teilnehmende Mannschaften

### Gruppe Nord
Der OSC Bremerhaven nahm aufgrund finanzieller Probleme den Aufstieg in die Basketball-Bundesliga nicht wahr. Da dies jedoch erst kurz vor Saisonbeginn entschieden wurde, gab es keinen Nachrücker aus der 2. Basketball-Bundesliga. Der OSC Bremerhaven spielte nach dem Rückzug in der Landesliga weiter.
- TSV Hagen 1860

Absteiger aus der Basketball-Bundesliga
- Oldenburger TB

Absteiger aus der Basketball-Bundesliga
- MTV Wolfenbüttel
- BG 74 Göttingen
- TuS Opladen
- VBC Paderborn
- TuS Herten
- SC Rist Wedel

Aufsteiger aus den Regionalligen Nord und West
- BG Hagen

Spielgemeinschaft aus DEK und Fichte Hagen und dem Hasper SV
- BG Zehlendorf Berlin

### Gruppe Süd
- USC Heidelberg
- VfL TB Bamberg

Die Mannschaft wurde aus finanziellen Gründen vor der Saison zurückgezogen. Da der erste Absteiger TG Hanau als Nachrücker verzichtete, durfte aus der Regionalliga Süd auch der Tabellenzweite, die Spielgemeinschafts aus DJK und FC Kickers Würzburg aufsteigen.
- FC Bayern München
- SG BC/USC München

Spielgemeinschaft aus BC München und USC München
- SV 03 Tübingen
- SB DJK Rosenheim
- DJK SB München

Aufsteiger aus den Regionalligen Mitte, Südwest und Süd
- TSV Ansbach
- KuSG Leimen
- TV Germania Trier
- DJK Kickers Würzburg

Spielgemeinschafts aus DJK Würzburg und FC Kickers Würzburg
Als Tabellenzweiter der Regionalliga Süd aufgrund des Rückzugs des VfL TB Bamberg aufgestiegen.

## Saisonverlauf

### Abschlusstabellen Hauptrunde
Nord
| Platz | Team                     | Gesamt    | Gesamt |
| ----- | ------------------------ | --------- | ------ |
| 1.    | Oldenburger TB (A)       | 1528:1190 | 32:4   |
| 2.    | TuS Opladen              | 1347:1262 | 26:10  |
| 3.    | SC Rist Wedel            | 1314:1281 | 24:12  |
| 4.    | TSV Hagen 1860 (A)       | 1306:1286 | 22:14  |
| 5.    | VBC Paderborn            | 1277:1268 | 20:16  |
| 6.    | MTV Wolfenbüttel         | 1352:1317 | 18:18  |
| 7.    | BG Zehlendorf Berlin (N) | 1324:1458 | 12:24  |
| 8.    | TuS Herten               | 1365:1375 | 10:26  |
| 9.    | BG 74 Göttingen          | 1365:1375 | 8:28   |
| 10.   | BG Hagen (N)             | 1211:1434 | 8:28   |

Süd
| Platz | Team                       | Gesamt    | Gesamt |
| ----- | -------------------------- | --------- | ------ |
| 1.    | FC Bayern München          | 1479:1304 | 34:2   |
| 2.    | USC Heidelberg             | 1507:1336 | 26:10  |
| 3.    | DJK SB München             | 1527:1356 | 26:10  |
| 4.    | SV 03 Tübingen             | 1578:1511 | 20:16  |
| 5.    | TV Germania Trier (N)      | 1436:1424 | 20:16  |
| 6.    | TSV Ansbach (N)            | 1585:1581 | 16:20  |
| 7.    | SG BC/USC München          | 1471:1607 | 14:22  |
| 8.    | KuSG Leimen (N)            | 1429:1567 | 10:26  |
| 9.    | SB DJK Rosenheim           | 1447:1596 | 8:28   |
| 10.   | DJK Würzburger Kickers (N) | 1229:1406 | 6:30   |

### Aufstiegsrunden
Nord
| Platz | Team               | Gesamt*   | Gesamt* |
| ----- | ------------------ | --------- | ------- |
| 1.    | Oldenburger TB (A) | 2133:1750 | 44:8    |
| 2.    | TuS Opladen        | 1943:1865 | 34:18   |
| 3.    | SC Rist Wedel      | 1934:1844 | 34:18   |
| 4.    | TSV Hagen 1860 (A) | 1925:1934 | 28:24   |
| 5.    | VBC Paderborn      | 1830:1887 | 24:28   |

Süd
| Platz | Team                  | Gesamt*   | Gesamt* |
| ----- | --------------------- | --------- | ------- |
| 1.    | FC Bayern München     | 2099:1892 | 44:8    |
| 2.    | USC Heidelberg        | 2153:1945 | 38:14   |
| 3.    | DJK SB München        | 2159:1954 | 36:16   |
| 4.    | SV 03 Tübingen        | 2179:2162 | 24:28   |
| 5.    | TV Germania Trier (N) | 2004:2045 | 24:28   |

 * Es wurden alle Ergebnisse der Hauptrunde in die Aufstiegsrunde mitgenommen.

### Abstiegsrunden
Nord
| Platz | Team                     | Gesamt *  | Gesamt * |
| ----- | ------------------------ | --------- | -------- |
| 1.    | MTV Wolfenbüttel         | 2025:1984 | 24:28    |
| 2.    | TuS Herten               | 1996:1966 | 22:30    |
| 3.    | BG Zehlendorf Berlin (N) | 1944:2082 | 18:34    |
| 4.    | BG Hagen (N)             | 1792:2020 | 16:36    |
| 5.    | BG 74 Göttingen          | 1866:2056 | 8:44     |

Da es aufgrund des Rückzugs des OSC Bremerhaven nur einen Absteiger (BC Giants Osnabrück) aus der Basketball-Bundesliga gab, stiegen zwei Mannschaften regulär ab.
Süd
| Platz | Team                     | Gesamt *  | Gesamt * |
| ----- | ------------------------ | --------- | -------- |
| 1.    | TSV Ansbach (N)          | 2311:2251 | 28:24    |
| 2.    | SB DJK Rosenheim         | 2126:2230 | 18:34    |
| 3.    | KuSG Leimen (N)          | 2146:2268 | 18:34    |
| 4.    | SG BC/USC München        | 2091:2342 | 16:36    |
| 5.    | DJK Kickers Würzburg (N) | 1902:2081 | 14:38    |

 * Es wurden alle Ergebnisse der Hauptrunde in die Abstiegsrunde mitgenommen.
Da es aufgrund des Rückzugs des OSC Bremerhaven nur einen Absteiger (BC Giants Osnabrück) aus der Basketball-Bundesliga gab, stieg nur eine Mannschaft regulär ab.